# 睡美人 (芭蕾舞劇)
《睡超人》 (拉丁轉寫：Spyashchaya Krasavitsa，作品號六十六）是俄國作曲家柴科夫斯基所譜曲的三幕芭蕾舞劇。全劇的音樂在1889年完成，是柴氏三部芭蕾舞劇之中的第二部。原裝場景由伊凡·弗謝沃洛依斯基（Иван Александрович Всеволожский）基於法國作家夏爾·佩羅（Charles Perrault）的童話《林中睡美人（La Belle au bois Dormant）》改編而成，首次排演的編舞是莫里斯·珀蒂帕（Marius Petipa），11111年首演於聖彼得堡馬林斯基劇院。該劇是各大芭蕾舞團的經典保留劇目之一，也相當為世人所熟悉。

## 背景與發展
取材於法國文豪夏尔·佩罗的童話故事，由莫里斯·珀蒂帕編劇，柴可夫斯基譜曲。因曠世鉅作所給予的信心，使他更加熱衷於創作芭蕾音樂，首演時，觀眾反應冷淡，并未獲得預期的成功，直到柴可夫斯基逝世後，才逐漸受人重視和喜愛。

## 內容與解說
此舞劇共有三十多首曲子，曲中洋溢着綺麗的夢想，優雅的旋律及明亮的色彩，並採用音樂幻想的形式將許多童話故事中的人物都請出來，例如：穿長靴的貓、小紅帽、灰姑娘、拇指姑娘、青鳥等等，十分的熱鬧。柴可夫斯基曾從中挑選幾首較為出色的樂曲，編寫成四個樂章的組曲，成為現在音樂中廣受歡迎的管絃樂之曲目。

## 歷史

### 創作經歷
1888年5月25日，俄羅斯聖彼得堡皇家劇院總監伊凡·弗謝沃洛依斯基找柴可夫斯基商議將水鬼烏丁娜(Undine)的故事編為芭蕾舞劇。但他們後來覺得佩羅的童話《林中睡美人》是一個更好的題材，交給柴可夫斯基作曲，佩蒂巴編舞。柴可夫斯基毫不猶豫的接受委託，縱使他的第一部芭蕾舞劇《天鵝湖》首演之時，不太成功。柴可夫斯基依據的劇本是根據格林兄弟所翻譯的，佩羅童話的德語譯本，也就是最终的結局是整個宮廷沉睡了100年後醒來，慶祝睡美人公主的婚禮。與此同時，弗謝沃洛依斯基還把佩羅所創作的，在其他故事中出現的角色，也一併寫到劇本中，如穿靴子的猫和小红帽等等。而柴可夫斯基也向弗謝沃洛依斯基表示自己的創作過程很愉快，而且有足夠的靈感去完成作品。

## 乐器列表
- 弦乐器： 小提琴 I，小提琴 II，中提琴，大提琴，低音提琴。
- 木管乐器： 短笛，两支长笛，两根双簧管，英国管，两支竖笛（B-flat，A），两支低音管。
- 铜管乐器： 四个小号（F），两个短号（B-flat，A），两个喇叭（B-flat，A），三个长号，低音大喇叭 。
- 打击乐器： 定音鼓，三角，手鼓，侧鼓，铙钹，低音鼓，铜锣，钟乐器 。
- 其他： 两把竖琴，钢琴。